# Wally Barrón
Alfredo Wally Barrón (Tampico, Tamaulipas, 11 de junio de 1930 - Ciudad de México, 24 de mayo de 1992) fue un actor de teatro, de cine y de televisión mexicano, se destacó por interpretar villanos y policías. Inició su carrera en el cine en la década del 50. También trabajó en el teatro y la televisión. Dos de sus interpretaciones más célebres son las del Agente Maldonado en la película El miedo no anda en burro (1976), en la que compartió escena con María Elena Velasco (La india María) y la del Comandante Luna en la telenovela Cuna de lobos (1986), donde comparte escena con María Rubio, Diana Bracho, Gonzalo Vega, Alejandro Camacho y otros actores.

## Filmografía
- Al filo del terror (1992) .... Don Alonso
- Guerreros diabólicos (1991)
- Operación narcóticos (1991) .... Rómulo Jiménez
- La Rata (1991)
- El Chile (1991)
- Las doce tumbas (1990)
- El enviado de la muerte (1990)
- De super macho a super hembra (1989)
- El último triunfo (1989)
- Con el niño atravesado (1988) .... Comandante, padre de Lolita
- La tumba de Matías (1988)
- Escápate conmigo (1988) .... Don Gastón Perales y Pagaza
- Pero sigo siendo el rey (1988)
- Ases del contrabando (1987)
- Cuna de lobos (1986) Telenovela .... Comandante Luna
- Motín en la cárcel (1986)
- Pobre juventud (1986) Telenovela .... Remigio
- Tierra de rencores (1986)
- Enemigos a muerte (1985)
- Hallazgo sangriento (1985)
- El último disparo (1985)
- La cárcel de Laredo (1985)
- El criminal (1985) .... Francisco Pérez Munguía
- Los gatilleros del Río Bravo (1984)
- Vengador de asesinos (1984)
- Jacinto el tullido (1984)
- Un adorable sinvergüenza (1983)
- El asesino (1983)
- El gran Moyocoyo (1983)
- El guerrillero del norte (1983)
- El extraño hijo del sheriff (1982)
- Un reverendo trinquetero (1982)
- Barrio de campeones (1981)
- El árabe (1980) Telenovela
- El gatillo de la muerte (1980)
- Las cabareteras (1980)
- Muñecas de medianoche (1979)
- El fayuquero (1979)
- Las grandes aguas (1978)
- Ladronzuela (1978) Telenovela .... Saldaña
- La hora del jaguar (1978)
- Los de abajo (1978)
- Soy el hijo del gallero (1977)
- La muerte de un gallero (1977)
- Xoxontla (1976)
- El miedo no anda en burro (1973) .... Maldonado, agente de Policía
- Ha llegado una intrusa (1974) Telenovela
- El Robin Hood (1973)
- Santo y Blue Demon contra Drácula y el Hombre Lobo (1973)
- Apolinar (1972)
- El edificio de enfrente (1972) Telenovela
- El carruaje (1972) Telenovela .... Comandante de San Juan de Ulúa / General Juan Nepomuceno Cortina
- Hay ángeles sin alas (1972)
- Los perturbados (1972) .... (segmento "La Obsesión")
- Lucía Sombra (1971) Telenovela .... Alejo Suárez
- Más allá de la violencia (1971)
- Verano ardiente (1971) .... Doctor
- El fantástico mundo de los hippies (1970)
- Las figuras de arena (1970)
- Siete Evas para un Adán (1969) .... Inspector
- Una horca para el Texano (1969)
- Los Caudillos (1968) Telenovela .... Félix María Calleja
- El padre Guernica (1968) Telenovela
- Lágrimas amargas (1967) Telenovela
- La tormenta (1967) Telenovela .... Juan Nepomuceno Almonte
- La venganza de Gabino Barrera (1968) .... Matías
- El pícaro (1967)
- Acapulco a go-go (1967)
- Ángel y yo (1966)
- Sangre en Río Bravo (1966)
- Tarahumara(1965)
- El proceso de Cristo (1965)
- Especialista en chamacas (1965)
- Face of the Screaming Werewolf (1964) .... Esbirro
- La trampa (1964) Telenovela
- Cinco asesinos esperan (1964)
- La mente y el crimen (1964)
- Historia de un canalla (1963) .... Testigo
- Los bravos de California (1963)
- El rey del tomate (1963)
- Santo en el hotel de la muerte (1963) .... Profesor Corberra
- La bandida (1963)
- El tesoro de Chucho el Roto (1960)
- La casa del terror (1960)
- Macario (1960)
- A tiro limpio (1960)
- La ley del más rápido (1959)
- Isla para dos (1959) .... Solórzano
- Dios no lo quiera (1957)
- Teatro del crimen (1957)